# Professional Audio
Professional Audio ist eine monatlich erscheinende Zeitschrift für Musiker, Toningenieure und Musikproduzenten.
Ab 2006 wurde die Zeitschrift bei dem Verlag Sonic Media publiziert.
Neben Reportagen, Workshops und Interviews beinhaltete das Magazin Produktvergleiche, Produkttests sowie Kaufberatung für Musiker und Toningenieure. 2024 wurde das Blatt von falkemedia übernommen und erscheint mit reduziertem Umfang und nicht mehr als Druckversion.